# (8209) Toscanelli
(8209) Toscanelli – planetoida z pasa głównego asteroid okrążająca Słońce w ciągu 4 lat i 80 dni w średniej odległości 2,61 au. Została odkryta 28 lutego 1995 roku w obserwatorium w Sormano przez Piero Sicoliego i Pierangelo Ghezziego. Nazwa planetoidy pochodzi od Paolo Toscanelliego (1397–1482), włoskiego matematyka, astronoma i kosmografa. Przed nadaniem nazwy planetoida nosiła oznaczenie tymczasowe (8209) 1995 DM2.